# قشلاق خانلو (کلیبر)
قشلاق خانلو یکی از روستاهای استان آذربایجان شرقی است که در دهستان آبش‌احمد بخش آبش‌احمد شهرستان کلیبر واقع شده‌است.
حدود ۳۰ خانوار در روستای خانلو زندگی می‌کند که کار اصلی‌شان دامداری است. این روستا به لحاظ موقعیت نامناسب جغرافیایی در تابستان مناسب اقامت نبوده به دلیل گرمای زیاد، مردم آن اواخر خرداد ماه بطرف نجف تراکمه که محل زندگی اصلی این مردم است کوچ می‌کنند. این روستا از بابت جاده واقعاً در مشکل به سر می‌برد و در ایام زمستان رفت‌وآمد در ان به سختی و با تراکتور انجام می‌پذیرد.